# Weckolsheim
Weckolsheim ist eine französische Gemeinde mit 719 Einwohnern (Stand 1. Januar 2022) im Département Haut-Rhin in der Region Grand Est (bis 2015 Elsass) und liegt südwestlich von Neuf-Brisach im Arrondissement Colmar-Ribeauvillé. Sie gehört dem Gemeindeverband Communauté de communes Alsace Rhin Brisach an.

## Geografie
Weckolsheim liegt in der fruchtbaren Oberrheinebene zwischen dem Rhein im Osten und den Vogesen im Westen. Im Osten führt der Canal Vauban an Weckolsheim vorbei.
Nachbargemeinden sind im Norden Wolfgantzen, im Nordosten Volgelsheim, im Osten Algolsheim, im Südosten Obersaasheim, im Süden Dessenheim und im Westen Hettenschlag. Die Unterpräfektur Colmar liegt etwa 17 Kilometer nordwestlich.

## Geschichte
Weckolsheim war wohl schon zur Zeit der Merowinger besiedelt. Im Lauf der Geschichte gehörte der Ort dem Kloster Murbach, dem Haus Habsburg und dann den Herren von Rappoltstein, bei denen er bis zur Französischen Revolution blieb.
Von 1871 bis zum Ende des Ersten Weltkrieges gehörte Weckolsheim als Teil des Reichslandes Elsaß-Lothringen zum Deutschen Reich und war dem Kreis Colmar im Bezirk Oberelsaß zugeordnet.

## Bevölkerungsentwicklung
| Jahr                                           | 1910 | 1962 | 1968 | 1975 | 1982 | 1990 | 1999 | 2006 | 2014 |
| ---------------------------------------------- | ---- | ---- | ---- | ---- | ---- | ---- | ---- | ---- | ---- |
| Einwohner                                      | 272  | 168  | 184  | 179  | 197  | 232  | 362  | 567  | 628  |
| Quelle: Gemeindeverzeichnis, Cassini und INSEE |      |      |      |      |      |      |      |      |      |

## Sehenswürdigkeiten
- Schule und ehemaliges Bürgermeisteramt, erbaut 1835
- Bürgermeisteramt, ehemals Pfarrhaus, errichtet 1897
- Pfarrkirche Saint-Sébastien, errichtet 1844

|  |  |